# Sebastian Kleiner
Sebastian Kleiner (* 1972) ist ein ehemaliger deutscher Skilangläufer.

## Leben und Wirken
Sebastian Kleiner startete 1992 bei den Nordischen Junioren-Skiweltmeisterschaften im Rennen über 10 km Klassisch und 30 km Freistil. 1993 belegt er bei den Deutschen Nordischen Skimeisterschaften über 30 km Klassisch den 3. Platz. 1994 startete er in mehreren Einzelrennen und belegte mit der 4×10 km Vereinsstaffel den 3. Platz. 1995 wurde er Fünfter bei 30 km Klassisch und Dritter beim Massenstart über 50 km Klassisch. 1996 startete er bei den Schweizer Meisterschaften und wurde Zehnter über 15 km Freistil Verfolgung. 1998 lief er zwei Einzelrennen und wurde über 4×10 km mit der Verbandsstaffel des Thüringer Skiverbandes Zweiter.